# Fabio Diez
Fabio Ricardo Diez Steinaker (ur. 18 listopada 1965 w Santa Fe) – hiszpański siatkarz plażowy, zajął czwarte miejsce na Mistrzostwach Świata 1999 oraz zdobył wicemistrzostwo Europy z 1999 w parze z Javierem Bosma. Uczestnik Igrzysk Olimpijskich 2000 w turnieju piłki siatkowej.